# برتريث (كورنوال)
برتريث (بالإنجليزية: Portreath)‏ هي قرية و أبرشية مدنية تقع في المملكة المتحدة في إنجلترا.  يقدر عدد سكانها بـ 1,337 نسمة .

## معرض صور

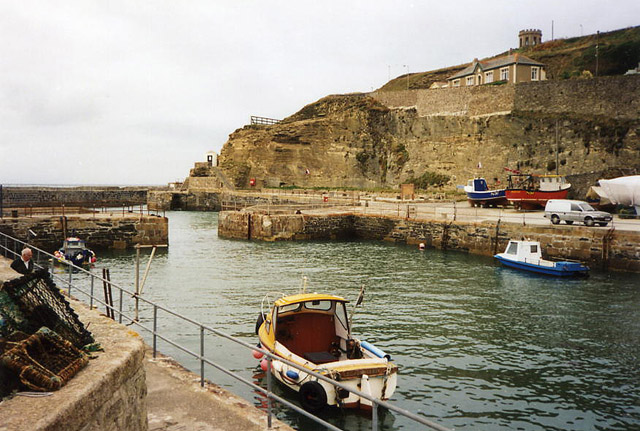
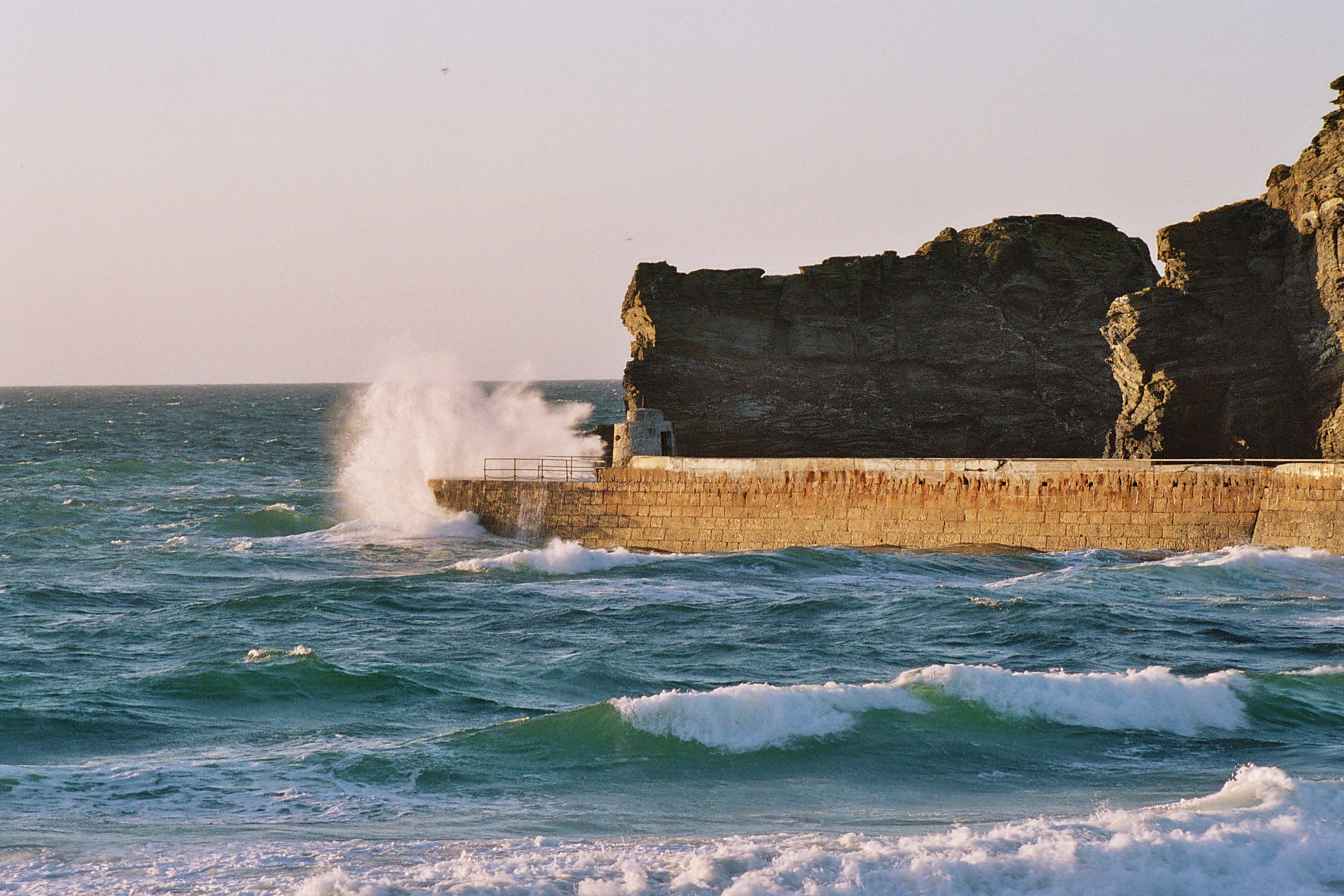
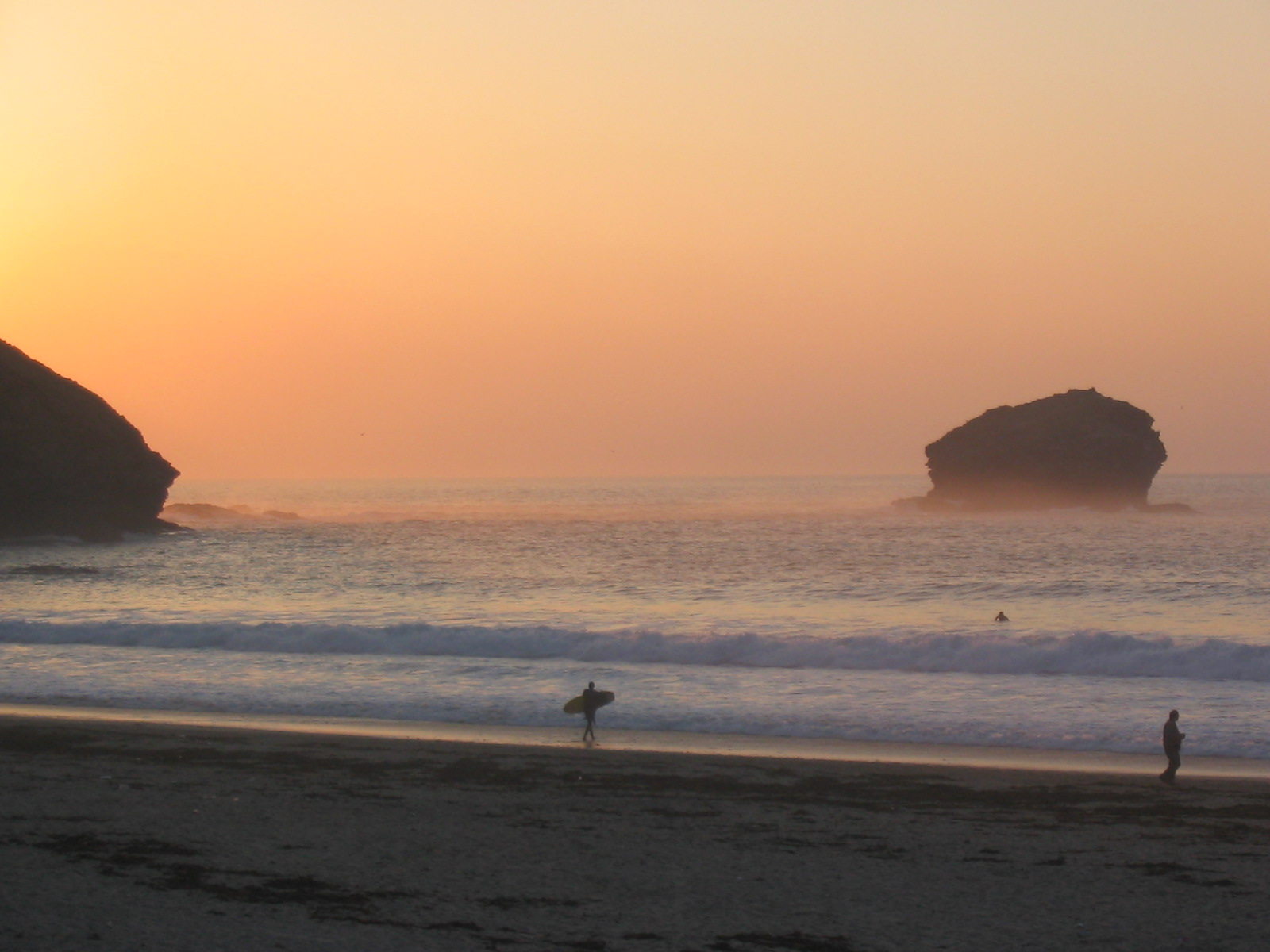